# Epitonium hamatulae
Epitonium hamatulae is een slakkensoort uit de familie van de Epitoniidae. De wetenschappelijke naam van de soort is voor het eerst geldig gepubliceerd in 1915 door Preston.